# Clã Erskine
O Clã Erskine é um clã escocês da região das Terras Baixas, Escócia.
O atual chefe é James Thorne Erskine, 14º Conde de Mar e 16º Conde de Kellie.